# Процес Промпартії
Політичний процес «Промислової партії» 1930 — сфальсифікований органами НКВС СРСР показовий політичний процес щодо «антирадянської підпільної шкідницької організації „Інженерний центр — Промпартія“», яка нібито діяла в 1925—1930 роках в промисловості і на транспорті СРСР із метою повалення радянської влади шляхом систематичного підриву економічного потенціалу СРСР. Відбувався в Москві з 25 листопада по 5 грудня 1930 року.
До судової відповідальності притягнуто вісім осіб. П'ятеро з них були засуджені до страти (пізніше Президія ЦВК СРСР замінила покарання 10-ма роками позбавлення волі і 5-ма роками поразки в правах). Троє отримали строки від 5-ти до 10-ти років виправно-трудових таборів.
Справа «Промпартії» широко використовувалася для кампанії цькувань інженерно-технічної інтелігенції старої генерації. У належності до організації було звинувачено близько двох тисяч старих спеціалістів по всій країні.
По справі «Промпартії» проходили й фахівці вугільної промисловості Донецького регіону. 12 вересня 1931 року на закритому засіданні колегії ОДПУ СРСР у Москві у справі «Офіцерської бойової диверсійно-шкідницької і шпигунської контрреволюційної організації в Донбасі („Промпартія“)», було засуджено до різних строків ув'язнення 65 інженерів і техніків, які працювали в Донбасі.